# Iglesia de San Sebastián (Salamanca)
La iglesia de San Sebastián es un templo ubicado en Salamanca, en la plaza de Anaya, adyacente al Colegio Mayor de San Bartolomé. El 6 de octubre de 2011 el conjunto del Colegio de Anaya, Hospedería e Iglesia de San Sebastián fue declarado Bien de Interés Cultural con categoría de Monumento.

## Historia
El templo inicial fue diseñado por el alarife Juan Álvarez de Toledo hacia 1410 por don Diego de Anaya a imitación del de San Clemente de Bolonia. Problemas estructurales hicieron que el edificio se debilitara y finalmente tuviera que derribarse, los Dominicos intentaron levantar otra iglesia. La iglesia se desarrolló entre los años 1730 y 1739, corriendo a cargo de Alberto de Churriguera, quien también dirigía entonces las obras de la catedral, imprimiéndole tanto exterior como interiormente su estilo.

## Características
El templo tiene planta de cruz latina y cúpula octogonal. Su exterior tiene dos portales ornamentados al estilo barroco. La portada principal, orientada al sur, con escultura de San Sebastián debida a José de Larra de Churriguera. La lateral, al este contiene en la hornacina la imagen de San Juan de Sahagún, patrón de la ciudad y colegial fundador de San Bartolomé, realizada también por Larra de Churriguera.
En el interior destaca el retablo del altar mayor, realizado en 1903 por iniciativa del obispo Tomás Cámara conteniendo un lienzo del martirio de San Sebastián. La pintura se encontraba anteriormente en el Museo Provincial de Bellas Artes y es obra de Sebastiano Conca en 1740.

## Cofradías y devociones
La iglesia es sede canónica de la Hermandad de Jesús Despojado. Alberga también las tallas del Cristo de La Paz, con la que la Hermandad de la Borriquilla realiza su Vía Crucis cuaresmal, y la Virgen de la Salud de San Sebastián.